# Stage Diving
Stage Diving – album studyjny duetu polskich raperów Solara i Białasa. Wydawnictwo ukazało się 17 czerwca 2013 roku nakładem wytwórni muzycznej Prosto. Produkcji nagrań podjęli się Kazzam, Bob Air, Lenzy, Zbylu, Juicy, L-Pro, $wir oraz 101 Decybeli. Z kolei wśród gości na płycie znaleźli się m.in. TOMB, Milo oraz Zeus. Miksowanie i mastering nagrań wykonał Zbylu. Natomiast scratche zrealizował DJ Ace.
Jako materiał dodatkowy do specjalnej edycji albumu został dołączony wydany w 2011 roku nielegal duetu pt. Z ostatniej ławki.

## Lista utworów
Opracowano na podstawie materiału źródłowego.
1. „Woda sodowa” (produkcja: Kazzam, scratche: DJ Ace, głos: Mateusz Natali) – 3:08
2. „Stage Diving” (produkcja: Bob Air) – 4:54
3. „Spacer po linie” (produkcja: Lenzy) – 3:09
4. „Upaść, wstać” (gościnnie: Danny, produkcja: Bob Air) – 4:10
5. „Zawsze coś jest nie tak” (gościnnie: TOMB i Milo, produkcja: Zbylu, scratche: DJ Ace) – 3:57
6. „Lalki” (gościnnie: Hary, produkcja: Juicy) – 3:05
7. „Z nieba nie spadło” (gościnnie: Zeus, produkcja: Bob Air, scratche: DJ Ace) – 4:02
8. „Corolla Music” (produkcja: Lanek) – 3:10
9. „Więźniowie Lat 90" (produkcja: Kazzam, scratche: DJ Ace) – 3:54
10. „Czyste sumienie” (produkcja: Lanek) – 2:41
11. „Mainstream” (gościnnie: Danny, produkcja: L-Pro) – 3:35
12. „Funky” (produkcja: Zbylu, scratche: DJ Ace) – 3:21
13. „Druga strona medalu” (gitara basowa: Kazzam, produkcja: $wir, scratche: DJ Ace) – 3:09
14. „Chcę już iść” (gościnnie: Oliwia, produkcja: L-Pro) – 3:30
15. „Uczesali” (skit) – 0:48
16. „Sb Maffija” (produkcja: Zbylu, scratche: DJ Ace, lektor: Lazy) – – 3:50
17. „Czyste sumienie (101 Decybeli Remix)” (produkcja: 101 Decybeli) – 3:16 (utwór dodatkowy)

| Z ostatniej ławki |
| --- |
| 1. „Intro (Skit)” (beatbox: Pejot) 2. „Intro” (scratche: DJ Ace, beatbox: Pejot, produkcja: Solar, Zbylu) 3. „999” (scratche: DJ Ace, produkcja: Krycha) 4. „Nie chcę być nikim” (produkcja: MMX) 5. „Stop klatka” (scratche: DJ Ace, beatbox: Pejot, produkcja: Szpalowsky) 6. „Popełniamy błędy” (produkcja: MMX) 7. „Nieporozumienie” (gościnnie: Danny, scratche: DJ Hałas, produkcja: Zbylu) 8. „Złe przeczucie” (scratche: DJ Ace, produkcja: J-H) 9. „Chłopaki nie płaczą” (gościnnie: TomB, scratche: DJ Hałas, produkcja: Zbylu) 10. „Bujają się wieżowce” (produkcja: produkcja: MMX) 11. „Lawiruję” (beatbox: Pejot, produkcja: Kazzam) 12. „Nienormalnie” (gościnnie: Bonson, scratche: DJ Gondek, produkcja: MMX) 13. „Urwany film” (scratche: DJ Ace, produkcja: MMX) 14. „Nie dbam o to” (gościnnie: Te-Tris, scratche: DJ Ace, produkcja: Kazzam) 15. „Studenciaku/uliczniku” (produkcja: Zbylu) 16. „Z ostatniej ławki” (scratche: DJ Kebs, produkcja: Kazzam) 17. „Sesja Outro” (produkcja: MMX) |